# Izabell-székicsér
Az Izabell-székicsér (Stiltia isabella) a madarak osztályának lilealakúak (Charadriiformes) rendjébe, ezen belül a székicsérfélék (Glareolidae) családjába tartozó Stiltia nem egyetlen faja.

## Rendszerezése
A fajt Louis Pierre Vieillot francia ornitológus írta le 1816-ban, Glareola nembe Glareola isabella néven, egyes szervezetek jelenleg is ide sorolják.

## Előfordulása
Ausztrália területén fészkel. Telelni Indonézia, a Karácsony-sziget, Kelet-Timor, Malajzia és Pápua Új-Guinea szigeteire  vonul. Természetes élőhelyei a szubtrópusi és trópusi füves puszták, tavak, folyók és patakok környékén, valamint szántóföldek.

## Megjelenése
Testhossza 24 centiméter, testtömege 65 gramm. Barnás tollazatú madár, a torka világosabb, a hasa sötétebb.
|  |  |

## Életmódja
Főleg rovarok, pókokkal és százlábúakkal táplálkozik, amit a levegőben, vagy a talajon kap el.

## Szaporodása
A talajra sekély mélyedésbe kisebb kövek felhasználásával készíti fészkét. Fészekalja 1-2 tojásból áll, melyen 20 napig kotlik, mind a két szülő.

## Természetvédelmi helyzete
Az elterjedési területe rendkívül nagy, egyedszáma pedig stabil. A Természetvédelmi Világszövetség Vörös listáján nem fenyegetett fajként szerepel.